# Cangjie

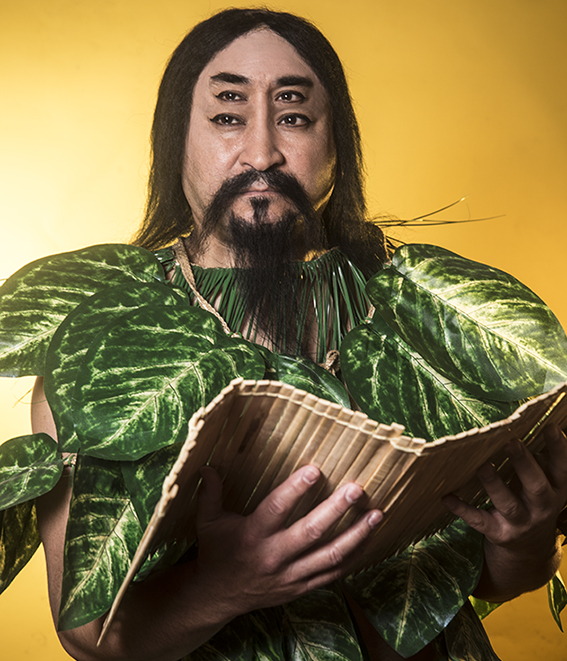
Cang Jie, el creador mítico de los caracteres chinos.

Ts'ang Chieh o Cang Jie (chino tradicional: 倉頡, chino simplificado: 仓颉, pinyin: Cāngjié) es una figura legendaria de la antigua China, aclamado por ser el inventor de los caracteres chinos.

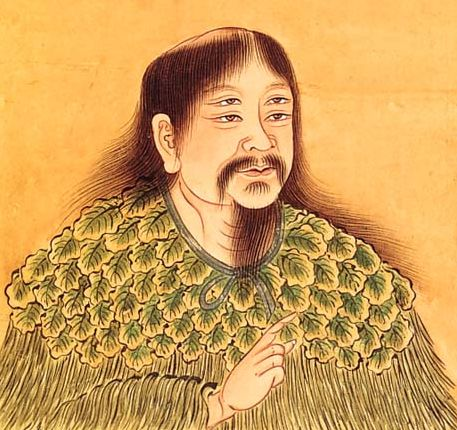
Cangjie con sus cuatro ojos.

La leyenda dice que tenía cuatro ojos y ocho pupilas, y que cuando inventó los caracteres, las deidades y los fantasmas bramaron y del cielo llovió mijo. No es considerado una figura histórica, o por lo menos, no se le considera como el único inventor de los caracteres chinos. El método Cangjie, un método de escritura digital de caracteres chinos, es llamado así en su honor.

## La leyenda de la creación de los caracteres
Tras unificar China, el Emperador Amarillo, terriblemente descontento con su método de registro de la información a través de los nudos en cuerdas, encarga a Cangjie la tarea de crear caracteres para la escritura. Entonces, Cangjie se sienta en la orilla de un río, e intenta con devoción finalizar su tarea; tras muchas horas y esfuerzo, sin embargo, no es capaz de crear un solo carácter.
Un día, Cangjie vio repentinamente un ave Fénix volando en el cielo, que llevaba un objeto en su pico. El objeto cayó al suelo y Cangjie descubrió que lo que había delante de él era una impresión de una huella. Como no era capaz de reconocer a qué animal perteneció la huella, pidió la ayuda de un cazador local que pasaba cerca del camino. El cazador le dijo que ésta era, sin lugar a dudas, la huella de un Pixiu, distinta completamente a la huella de cualquier otra criatura viva. La respuesta del cazador inspiró a Cangjie, que pensó que si podía capturar en un dibujo las características concretas que definen cada cosa que hay sobre la tierra, ésta sería sin duda la forma perfecta de carácter para la escritura. A partir de ese día, Cangjie prestó especial atención a las características de todas las cosas, incluyendo el sol, la luna, las estrellas, las nubes, los lagos, los océanos, así como todas las formas de los pájaros y las bestias. Comenzó a crear caracteres según las características concretas que fue encontrando y, después de un tiempo, Cangjie había conseguido recopilar una larga lista de caracteres para la escritura. Para regocijo del emperador amarillo, Cangjie se presentó con un sistema completo de caracteres. Entonces, el emperador llamó a los primeros ministros de cada una de las nueve provincias para que Cangjie les enseñara este nuevo sistema de escritura. 
Más tarde, se erigieron monumentos y templos en honor a Cangjie en la orilla del río donde creó estos caracteres.

## Además
Una roca en Marte, visitada por la sonda Mars Spirit, fue bautizada en su nombre por el equipo de la sonda.